# Кодряну, Теофил
Теофи́л Кодря́ну (рум. Teofil Codreanu; 1 февраля 1941, Бухарест — 10 января 2016, Бухарест) — румынский футболист и футбольный тренер; играл на позиции полузащитника.

## Биография

### Игровая карьера
Воспитанник академии «Стяуа». В 1959 году перешёл в бухарестский «Рапид», за который дебютировал в Суперлиге 18 марта 1962 года в матче против клуба «Минерул»; тот матч закончился со счётом 1:1. За 12 сезонов в составе «Рапида» Кодряну выиграл чемпионский титул 1967 года и Кубок Румынии 1972 года, сыграл в чемпионате страны 258 матчей и забил 39 голов.
За сборную Румынии сыграл 3 матча и не забил ни одного гола.

### Тренерская карьера
Работал с несколькими румынскими футбольными клубами, среди которых возглавлял бухарестский «Рапид» в 1986 году.

### Смерть
Скончался 10 января 2016 года в Бухаресте в возрасте 76 лет.

## Достижения
«Рапид» (Бухарест)
- Чемпион Румынии (1) : 1966/67
- Обладатель Кубка Румынии (1) : 1971/72
- Обладатель Балканского кубка (2) : 1963/64, 1964–66